# کلیروت ۹۵۹۲
سیارک ۹۵۹۲ (به انگلیسی: 9592 Clairaut، نامگذاری:1991GK4) نه هزار و پانصد و نود و دومین سیارک کشف شده‌است که در ۸ آوریل ۱۹۹۱ کشف شد.
قدر مطلق سیارک برابر ۲۸.۲ است.